# Papirflyver
En papirflyver er et minifly foldet af papir og som har bedst af at blive fløjet indendørs,men kan dog godt flyve udendørs hvis der er minimal vind. Kunsten at folde papir kaldes origami.